# Provincia de Cauquenes
La Provincia de Cauquenes es una de las cuatro que forman la Región del Maule, en la zona central de Chile.
Es una provincia eminentemente agraria y, como tal, posee una alta proporción de población rural. Su Capital es la ciudad de Cauquenes.
Padrón electoral Provincia de Cauquenes es de 55.637 electores

## Historia
La Provincia de Cauquenes, se creó con el proceso de regionalización, abarcando parte del territorio de la antigua Provincia de Maule.
En el siglo XIX, la gran provincia de Maule comprendía el territorio entre el río Maule y los ríos Ñuble e Itata. Su capital era Cauquenes. Luego se segregó el departamento de San Carlos, para formar la Provincia de Ñuble. Más tarde, en 1873, se segregan los departamentos de Linares y Loncomilla creando la Provincia de Linares. En el siglo XX, con el DFL 8582 de 1927, el Departamento de Itata pasó a la Provincia de Ñuble, y la capital es la ciudad de Linares. En 1931 se restituye la provincia de Linares, y la Provincia de Maule llegó a constar de tres departamentos: Cauquenes, con Cauquenes, la capital provincial como única comuna), Chanco, con Chanco como única comuna, y Constitución, con las comunas de Constitución y Empedrado. 
Con la regionalización de 1975, la Provincia de Maule, se suprime y la comuna de Constitución y una parte de la de Empedrado se anexaron a la Provincia de Talca. Otra parte de la comuna de Empedrado, que comprende el poblado de Nirivilo y sectores adyacentes fue anexada a la comuna de San Javier, de la Provincia de Linares. El resto de la extinta provincia pasó a formar parte de la Provincia de Linares, hasta que en 1979 por el DL N° 2867 se segregan las comunas de Cauquenes y Chanco para crear la nueva provincia. Ese mismo año se crea la comuna de Pelluhue en la parte sur de Chanco.

## Geografía y demografía
La provincia de Cauquenes está ubicada en la parte suroeste de la Región del Maule de Chile. Cauquenes está a una distancia de 350 km de Santiago de Chile. La provincia tiene una superficie de 3027,5 km² y una población de 60.822 habitantes (censo de 2024). La capital provincial es Cauquenes, con 42.798 habitantes.
Los límites provinciales son: al norte con la provincia de Talca, al este con la provincia de Linares, al sur con la provincia de Itata y provincia de Punilla de la Región de Ñuble y al oeste con el océano Pacífico.

## Economía
En 2018, la cantidad de empresas registradas en la provincia de Cauquenes fue de 943. El Índice de Complejidad Económica (ECI) en el mismo año fue de -0,45, mientras que las actividades económicas con mayor índice de Ventaja Comparativa Revelada (RCA) fueron Cultivo de Raps (76,09), Servicios de Adiestramiento, Guardería y Cuidado de Mascotas, excepto Veterinarias (75,07) y Cultivo y Recolección de Hongos, Trufas y Savia, Producción de Jarabe de Arce y Azúcar (60,43).
Actividades Principales: agricultura y viticultura.

## Comunas
La provincia de Cauquenes está integrada por las siguientes 3 comunas:
- Cauquenes
- Chanco
- Pelluhue

Cauquenes tiene una población de 42.798 personas, mientras Chanco posee una población de 9.446 personas y Pelluhue, con 8.578 personas.
Padrón electoral Provincia de Cauquenes es de 55.637 electores

## Autoridades
Las autoridades son nombradas directamente por el Presidente de la República y se mantienen en su cargo mientras cuenten con su confianza.

### Gobernador Provincial (1990-2021)

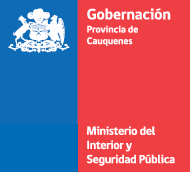
Logotipo de la Gobernación de la Provincia de Cauquenes hasta 2021.

Los siguientes fueron los gobernadores provinciales de Casquetes.
| Gobernador(a)                     | Partido | Partido | Inicio               | Final                | Presidente(a) | Presidente(a)           |
| --------------------------------- | ------- | ------- | -------------------- | -------------------- | ------------- | ----------------------- |
| Guillermo Eduardo Badilla Eulufi  |         | PDC     | 11 de marzo de 1990  | 11 de marzo de 1994  |               | Patricio Aylwin         |
| Guillermo Eduardo Badilla Eulufi  |         | PDC     | 11 de marzo de 1994  | 11 de marzo de 2000  |               | Eduardo Frei Ruíz-Tagle |
| María del Carmen Pérez Donoso     |         | PDC     | 11 de marzo de 2000  | 11 de marzo de 2006  |               | Ricardo Lagos           |
| María Angélica Sáez               |         | PPD     | 11 de marzo de 2006  | 11 de marzo de 2010  |               | Michelle Bachelet       |
| Guillermo García González         |         | UDI     | 11 de marzo de 2010  | 15 de agosto de 2013 |               | Sebastián Piñera        |
| Jorge Arturo Lavín Acevedo        |         | UDI     | 27 de agosto de 2013 | 11 de marzo de 2014  |               | Sebastián Piñera        |
| Gerardo Humberto Villagra Morales |         | PS      | 11 de marzo de 2014  | 11 de marzo de 2018  |               | Michelle Bachelet       |
| Luis Mario Vignolo Moya           |         | RN      | 11 de marzo de 2018  | 21 de junio de 2018  |               | Sebastián Piñera        |
| Gonzalo Montero Viveros (s)       |         | RN      | 22 de junio del 2018 | 3 de julio de 2018   |               | Sebastián Piñera        |
| Francisco José Ruiz Muñoz         |         | RN      | 4 de julio de 2018   | 14 de julio de 2021  |               | Sebastián Piñera        |

### Delegado Presidencial Provincial (Desde 2021)

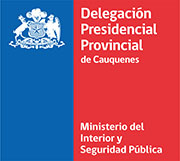
Logotipo de la Delegación Presidencial Provincial de Cauquenes desde 2021.

Nuevo cargo que reemplaza la figura de Gobernador provincial.
| Delegado(a)               | Partido | Partido | Inicio              | Final               | Presidente(a) | Presidente(a)    |
| ------------------------- | ------- | ------- | ------------------- | ------------------- | ------------- | ---------------- |
| Francisco José Ruiz Muñoz |         | RN      | 14 de julio de 2021 | 11 de marzo de 2022 |               | Sebastián Piñera |
| Juan Reyes Quiroz         |         | Ind.    | 11 de marzo de 2022 | 14 de enero de 2023 |               | Gabriel Boric    |
| Claudio Merino Neira      |         | PPD     | 14 de enero de 2023 | En el cargo         |               | Gabriel Boric    |

## Medios Provinciales
- Periódico La Voz de la Provincia
- Cauquenesnet.cl Diario digital
- Radio Red Géminis 105.1 FM en Cauquenes / 93.3 FM Pelluhue - Curanipe - Chanco